# Land of Charon
Land of Charon egy magyar dark rock és goth rock zenekar volt.

## Történet
A zenekart 1991-ben alapította Veress János (ének), Bajai Ernő (basszusgitár), Kovács Norbert (dob). A zenekar kezdetben klasszikus heavy metalt játszott, majd később elindult a dark rock műfaj irányába a Fields of the Nephilim hatására.
1996-ban készült el az első demo anyag Örökmécses néven, amit az együttes még saját úton terjesztett.
1998-ban megjelent az Asztrálgép albumuk, ami csak kazettán került forgalmazásba.
2001-ben jelent meg a leghíresebb, A Láz elnevezésű lemeze a zenekarnak. A 2000-es évek végén a zenekar kevésbé volt aktív. Veress János egy másik zenekart hozott létre A.D. Mortem néven. 
2009-ben a zenekar újra összeállt. 2009-ben a Negatívumok Éjszakáján a Moon and the Nightspirit társaságában léptek fel a Tűzraktérben Budapesten. 2009-ben a Footer magazinnak adtak interjút.
2014-ben felléptek a Nevergreen Vendetta lemezbemutató koncertjén. 2015. április 11-én rendhagyó koncertet adott a zenekar.
2015-ben 44 évesen elhunyt Veress János, a zenekar frontembere, amivel az együttes története is véget ért.

## Tagok
- Veress János – ének és ritmusgitár
- Énekes Ferenc – szólógitár
- Holly Balázs – basszusgitár
- Farkas János – dobok

### Korábbi tagok
- Kovács Norbert – dob
- Bajai Ernő – basszusgitár
- Fischer László – gitár

## Lemezek
- Örökmécses (1996)[1]
- Asztrálgép (maxi) (1998)
- Asztrálgép (1998)[13]
- A Láz (2001)[14]